# Шподарунок Роман Павлович
Роман Павлович Шподарунок (3 січня 1948, м. Бучач, Тернопільська область — 20 квітня 2012) — український радянський футболіст, тренер. Майстер спорту СССР (1973). Заслужений тренер УРСР (1989). Чемпіон України (1968); 4-разовий чемпіон Тернопільської області (1966—1969), володар двох золотих медалей першостей СССР серед сільських спортсменів на Кубок «Золотий колос» у складі команди радгоспу «Дружба», складеної з гравців бучацького «Колоса».

## Кар'єра
Виступав за команди:
- «Колгоспник» (пізніше «Колос», м. Бучач),
- «Авангард» (м. Тернопіль) — 1970,
- «Металіст» (м. Харків) — 1971, 1974—1976,
- «Карпати» (м. Львів) — 1972—1974.

У вищій лізі зіграв 35 матчів, забив 6 м'ячів.
Один із найкращих бомбардирів 1-ї групи 1971 (23 м'ячі). Швидкий, рішучий гравець з добрим гольовим чуттям.
Після закінчення футбольної кар'єри — тренер, пізніше начальник команди «Металіст».